# Gle Molieng
Gle Molieng är en kulle i Indonesien.   Den ligger i provinsen Aceh, i den västra delen av landet, 1 800 km nordväst om huvudstaden Jakarta. Toppen på Gle Molieng är 47 meter över havet.
Terrängen runt Gle Molieng är platt västerut, men österut är den kuperad. Havet är nära Gle Molieng åt sydväst.Runt Gle Molieng är det ganska glesbefolkat, med 50 invånare per kvadratkilometer. I omgivningarna runt Gle Molieng växer i huvudsak städsegrön lövskog.